# Goejaba
Goejaba is een plaats aan de Boven-Surinamerivier in het district Sipaliwini in Suriname. In het dorp wonen 6000 tot 9000 inwoners. Het dorp is vastgegroeid aan Begoeba (stroomafwaarts).

## Voorzieningen
In het dorp staat een kliniek van de Medische Zending en een basisschool. De school was tot de bouw van een loopbrug over de kreek alleen bereikbaar door door het water te waden.
Het dorp beschikt over een waterleidingvoorziening, een zonnepark met een stroomvoorziening voor de gehele dag en sinds 31 juli 2021 een geldautomaat.

## Ontwikkeling
In 2015 startte Stichting Kansrijk Suriname in samenwerking met de Nederlander Maurice de Hond een iPad-school in het dorp, in de vakken rekenen en taal. Voor het initiatief werden 48 iPads gedoneerd en werd een wifi-router aangelegd door Telesur.
In de tweede helft van de jaren 2010 werd in onder meer Goejaba een pilotproject gestart om de teelt van rijst in het gebied te verbeteren. De methode werd samen met de Stichting Ecosysteem 2000 ontwikkeld.
Het dorp kende in 2010 nog een eigen rechtssysteem waarin eigen tradities worden nageleefd en daders niet door de staat maar door elkaar worden berecht. Dit systeem is gebruikelijk in veel binnenlandse dorpen, waar de landelijke overheid alleen ingrijpt bij ernstige feiten.

## Toerisme
Goejaba heeft sinds 2018 een terras dat bestemd is voor toeristen en voor sociale en culturele bijeenkomsten van de inwoners. Tevens dient het als inzamelingspunt van flessen.  In 2023 werd een logeergebouw in gebruik genomen.
Sinds 2023 staat in het dorp langs de Boven-Surinamerivier een monument dat I ❤️ Goejaba uitbeeldt. Het is een initiatief van de dorpelingen om aantrekkelijker te zijn voor toeristen.

## Gebeurtenissen
Het dorp had ernstig te kampen met de overstromingen van maart 2022, waarbij het al in een vroeg stadium blank kwam te staan. De zonnepanelen werden door de NCCR beschermd door middel van zandzakken. Apparatuur dat niet bestendig is tegen water, werd in veiligheid gebracht.
Het dorp kende in 2010 nog een eigen rechtssysteem waarin eigen tradities worden nageleefd en daders niet door de staat maar door elkaar worden berecht. Dit systeem is gebruikelijk in veel binnenlandse dorpen, waar de landelijke overheid alleen ingrijpt bij ernstige feiten.

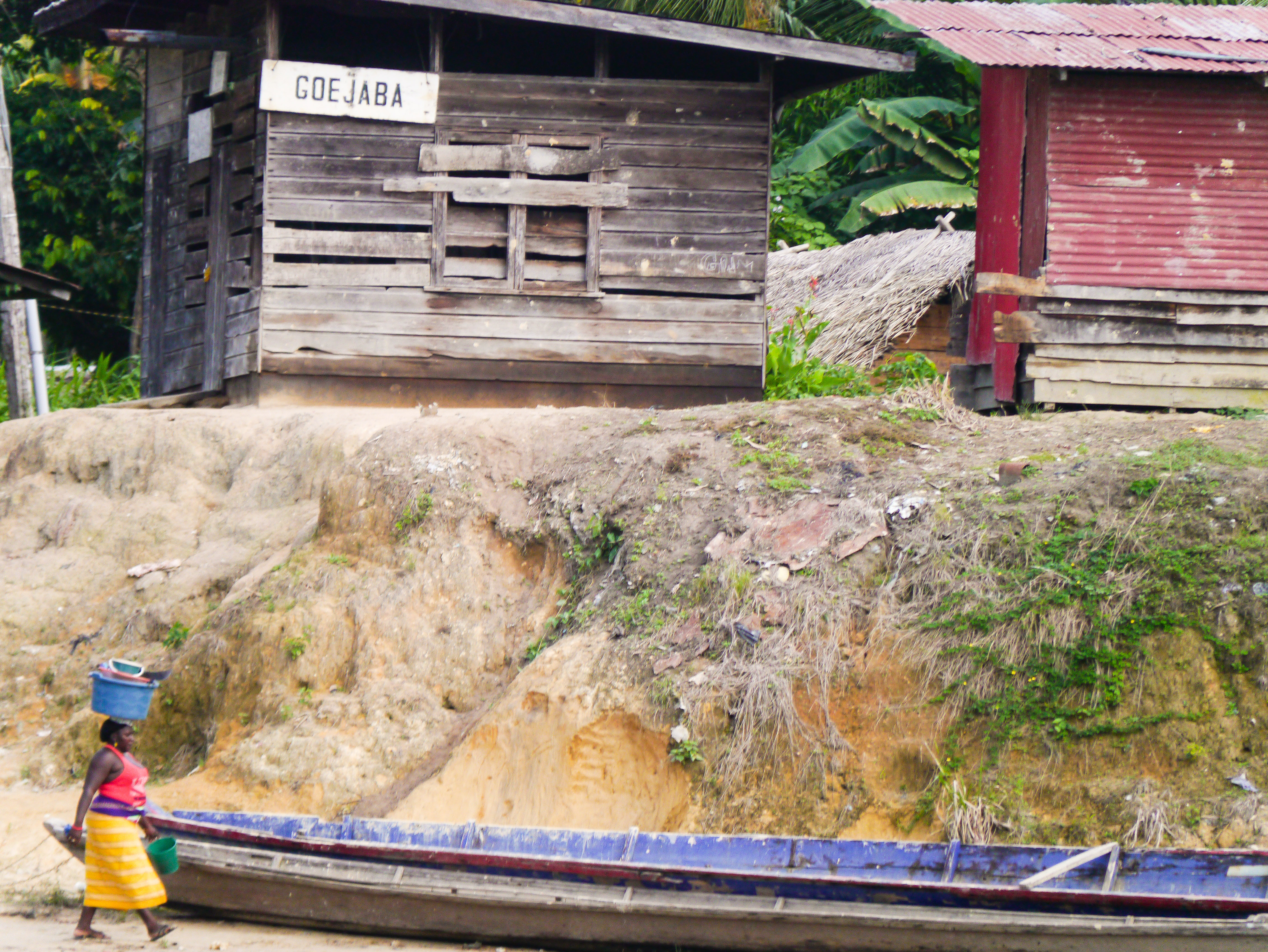
Aanlegplaats van Goejaba in 2014

Abenaston · Adawai · Akisiaman · Akwaukondre · Amakakondre · Asenbaso · Asidonhopo · Aurora · 
Begoeba · Begoon · Bekiokondre · Bendikwai · Bendiwata · Biudoematoe  · Bofokoele · Botopasi ·
Dan · Dangogo · Daume · Debikè · Deboo · Djemongo · Djoemoe · Duwatra ·
Foetoenakaba · Gingiston · Goddo · Godowatra · Goejaba · Gran Slee · Grantatai · Gunsi ·
Heikoenoenoe · Jawjaw ·
Kaajapati · Kajana · Kambaloea · Kampoe · Koonoo · Kuututen ·
Ladouanie · Lespansi · Ligorio · Malobi · Malroseekondre · Masiakriki · Moitori ·
Nazaleti · Nieuw-Aurora · Padalafanti · Pambo Oko · Pikin Slee · Pingpe · Pokigron ·
Saloebanga · Semoisi · Soolan · Stonhoekoe · Tjaikondre · Toemaripa · Toetoeboeka